# Ruth-Maria Kubitschek
Ruth Maria Kubitschek (Komutau, 2 agosto 1931 – Ascona, 1º giugno 2024) è stata un'attrice tedesca, attiva in campo cinematografico e soprattutto televisivo.

## Biografia
Complessivamente, tra cinema e televisione, partecipò a circa 160 differenti produzioni, a partire dall'inizio degli anni cinquanta.
Tra i suoi ruoli principali vi furono quello di Hanna Seidler nella serie televisiva Der Fall von nebenan (1970-1975), quello di Annette von Soettingen nella miniserie televisiva Monaco Franze - Der ewige Stenz (1983, ruolo che le valse il premio Bambi) e quello di Margot Ballbeck nella serie televisiva L'eredità dei Guldenburg (1987-1990).
Ruth-Maria Kubitschek morì il 1º giugno 2024 all'età di 92 anni.

## Vita privata
Fu sposata dal 1953 al 1962 con il regista Götz Friedrich (1930–2000), dal quale ebbe un figlio, Alexander (nato nel 1957).
Nel 2005 divenne la compagna del produttore Wolfgang Rademann, con il quale visse in Svizzera fino alla morte.

## Filmografia parziale

### Cinema
- Jacke wie Hose, regia di Eduard Kubat (1953)
- Das kleine und das große Glück, regia di Martin Hellberg (1953)
- Thomas Müntzer, regia di Martin Hellberg (1956)
- Sperrbezirk, regia di Will Tremper (1966)
- Mia nipote... la vergine, regia di Eberhard Schroeder (1969)
- La signora ha dormito nuda con il suo assassino, regia di Wolfgang Becker (1970)
- Didi - Der Doppelgänger, regia di Reinhard Schwabenitzky (1984)
- Sommer am Meer, regia di Hans-Jürgen Tögel (1995)
- Frau Ella, regia di Markus Goller (2013)

### Televisione
- Rose Bernd - film TV (1958)
- Hexen von Paris - film TV (1958)
- La rivolta di Lysistrata - film TV (1961)
- Der trojanische Krieg findet nicht statt - film TV (1964)
- Geld - Geld - Geld: Zwei Milliarden gegen die Bank von England - film TV (1965)
- Das Kriminalmuseum - serie TV, 1 episodio (1965)
- Dem Täter auf der Spur - serie TV, 1 episodio (1967)
- Tragödie in einer Wohnwagenstadt - film TV (1967)
- Ein Fall für Titus Bunge - serie TV, 13 episodi (1967)
- Der Fall von nebenan - serie TV, 53 episodi (1970-1975)
- Tatort - serie TV, 1 episodio (1971)
- Der Kommissar - serie TV, 1 episodio (1972)
- Eine Tote soll ermordet werden - film TV (1972)
- Hallo - Hotel Sacher ... Portier! - serie TV, 1 episodio (1973)
- Dem Täter auf der Spur - serie TV, 1 episodio (1973)
- Desaster - film TV (1973)
- Paul Gauguin - miniserie TV (1975)
- Wenn die Liebe hinfällt - serie TV (1978)
- Il caso Maurizius - miniserie TV (1981)
- Monaco Franze - Der ewige Stenz - miniserie TV, 10 episodi (1983)
- Kir Royal - miniserie TV, 6 episodi (1986)
- L'eredità dei Guldenburg - serie TV, 37 episodi (1987-1990) - Margot Ballbeck
- L'ispettore Derrick - serie TV, 1 episodio (1990)
- Insel der Träume - serie TV, 1 episodio (1991)
- Mystery of the Keys - film TV (1991)
- Eine Dame mit Herz, teils bitter, teils süß - film TV (1991)
- L'amore che non sai - serie TV, 13 episodi (1992-1995)
- Rosamunde Pilcher - Somner am Meer - film TV (1995)
- Amici per la pelle - serie TV, 29 episodi (1992-1996)
- Katrin ist die Beste - serie TV, 11 episodi (1997)
- Schlosshotel Orth - serie TV, 1 episodio (1998)
- Das verbotene Zimmer - film TV (1999)
- Einmal Himmel und retour - film TV (2000)
- Männer sind was Wunderbares - serie TV, 1 episodio (2000)
- Die Biester - serie TV, 13 episodi (2001)
- La crociera - miniserie TV (2001)
- Das Geheimnis der Mittsommernacht - film TV (2001)
- Alphateam - Die Lebensretter im OP - serie TV, 1 episodio (2002)
- Im Namen des Gesetzes - serie TV, 1 episodio (2003)
- Männer sind was Wunderbares - serie TV, 1 episodio (2003)
- SOKO - Misteri tra le montagne - serie TV, 1 episodio (2004)
- Frechheit siegt - film TV (2004)
- Il nostro amico Charly - serie TV, 1 episodio (2004)
- La nave dei sogni - serie TV, 1 episodio (2004-2011)
- Dream Hotel - serie TV, 6 episodi (2004-2006)
- Der Ferienarzt - serie TV, 1 episodio (2005)
- Un ciclone in convento - serie TV, 1 episodio (2005)
- Das Wunder der Liebe - film TV (2007)
- Elvis und der Kommissar - serie TV, 6 episodi (2007)
- La valle delle rose selvatiche - serie TV, 1 episodio (2008)
- Nel flusso della vita - film TV (2011)
- Luci d'estate - film TV (2011)
- Cenerentola - miniserie TV (2011)
- Rosamunde Pilcher - La figlia ritrovata (Rosamunde Pilcher - Englischer Wein) - film TV (2011)
- Und weg bist Du - film TV (2012)

## Premi (lista parziale)
- 1987: Premio Bambi per Monaco Franze - Der ewige Stenz[2]
- 1989: Golden Camera[2]
- 2011: Premio Bambi onorario[2]